# 李季英
李季英（642年—718年），唐朝宗室女，封金城县主。
唐朝会稽郡王李道恩第三女。永徽三年（652年），吐谷浑首领诺曷钵和弘化公主入朝，并为其子慕容苏度摸末请婚。唐高宗封李季英为金城县主，许婚慕容苏度摸末。麟德元年（664年），两人在长安完婚，李季英时年二十二岁。开元六年（718年）逝世，年七十六。开元七年（719年），葬于凉州南阳晖谷北岗。

## 父
- 李道恩，会稽郡王，世系不详